# FC De Helden
FC De Helden is een Nederlands televisieprogramma dat wordt uitgezonden op NPO 1. Het programma is een samenwerkingsproject van omroep KRO-NCRV en productiebedrijf Skyhigh TV met de NSGK en de VriendenLoterij. De presentatie is in handen van Klaas van Kruistum.

## Het programma
Het programma draait om de start van de Bijzondere Eredivisie, een speciale voetbalcompetitie voor kinderen met een beperking. In zes afleveringen kijkt presentator Klaas van Kruistum mee mee bij de scouting en de training van de jonge voetballers.